# クライモリ デッド・エンド
『クライモリ デッド・エンド』（原題：Wrong Turn 2: Dead End）は、2007年のアメリカ合衆国の映画。
テレビ番組の撮影である森に踏み込んだ参加者と撮影スタッフを襲う恐怖。

## あらすじ
ウェストバージニア州グリーンブライアバック郡。キンバリーが赤いオープンカーを疾走させながらエージェントのトミーと通話している。二又でトミーの指示にしたがい進路を取ると、まもなく通話圏外になる。携帯電話を取ろうと手を伸ばしたところ、突然路上にいた人を跳ね飛ばしてしまい、急停車する。ひき殺していないことを願いながら車を降り、救助に向かうが、倒れている男は反応しない。必死に周囲に助けを求め、男に近づいて苦しそうにしている男の口に指を入れて呼吸を促そうとするが、男はいきなり起き上がってキンバリーに襲いかかって彼女の顔を食いちぎる。必死に逃げ出すキンバリーを別の男が押しとどめ、持っていた斧で一刀両断にする。真っ二つになった遺体を2人の男がそれぞれ引きずって立ち去る。
エミリーが出演していた世紀末をテーマにしたサバイバルドラマの映像が流れる。エミリーを含めた出演者の自己紹介が映される。ドラマの制作現場。キンバリーの到着を待っているが、一向に現れないので、彼女なしで2人ずつの3組に分かれ撮影を開始する。現地民の視線で撮影車の中に入り込むと、監視映像に映って用を足しているのはニールである。彼は背後から襲われ喉をかき切られ、頭頂部をはぎ取られて殺される。仕掛けをセットしたデールが車に戻ると、タイヤに矢が刺さってパンクさせられている。その下手人を探そうと森に分け入り威嚇していると、矢が飛んでくるので逃げるが、今度は手斧が飛んでくる。ナイフを投げて反撃するが、敵は倒れずナイフを抜いて血をなめ笑っている。おののくデールに背後から別の男が殴りかかる。
ニーナとマーラはトラップにかかりアラームが鳴り響く。設定では2分内に川にある解毒剤を飲まないといけないが、すんでのところで解毒剤を手に入れ事なきを得る。ジェイクは湖に入ったエレナに誘惑されるが、Mことマイケルの意図に反して乗ってこないどころか怒って立ち去る。不満げなエレナはMを相手にするが、その様子を現地民が森の中から見ている。ニーナとマーラもエレナらの姿を目撃し、とくにMの恋人マーラは衝撃を受ける。
ジョンジーとアンバーは串刺しにされた焼き肉を発見し、それがサバイバルゲームの目的の食料であると判断して意気揚々と引き揚げることにする。
デールは気が付くと逆さ吊りにされている。現地民がナイフを使って何度か彼を刺し、笑いながら砥石でナイフを研ぐ。
ニーナとマーラは家を見つけ、マーラは電話を借りようとして構わず入って行く。大鏡には家の住人らしき人物らの写真が貼ってあるが、そのいずれもが醜い容貌をしている。そこへ住人2人が帰ってくる。1人は女で苦しそうに声を上げている。女はその場で出産をし、扉の陰から見ているニーナらにはその赤子も奇形で生まれてきたことが分かる。驚いた2人に赤子を取り上げた女が気づき、2人は家から逃げ出そうとして部屋に閉じ込められる。2人は床板を破って家の外に逃げ出すが、マーラには外にいた現地民の男が投げた手斧が飛んできて頭に刺さって殺される。ニーナは物陰に隠れているところをもうすこしで見つかりそうになるが、マーラの遺体をくくりつけた古トラックが駆けつけ、男はそれに乗って去って行く。
エレナとMは最後までことを致した後、2人だけの秘密にするよう申し合わせる。Mはその場を離れるが、エレナは日焼けをしようとその場に留まる。下着姿で寝転がるエレナを見て現地民の男が欲情していると、その妻らしき現地民の女が嫉妬して殴りつける。男が倒れた拍子にトラップにが作動しアラームが鳴り響き、エレナが気付く。現地民の女は怒りが収まらず、エレナを襲って、湖に逃げ込もうとする彼女の背中をナイフでめった切りにして殺す。
デールが吊るされている場所にある小屋に、マーラの遺体を運ぶ古トラックが到着する。合わせて3人となった現地民はマーラの遺体を放置し、2人はまた古トラックで出て行くが、残った1人がデールにナイフで襲いかかる。デールは逆にナイフを奪い取り、逆さ吊りから脱して男にケガを負わせる。なおも銃をめぐって取り合いになるも、デールが奪い取って男に向けて発砲し男は銃弾を受けて派手に飛んで沼地に沈む。
撮影車両に戻ったMはニールがいないことを不思議に思いつつも、モニターで各参加者の様子を確認する。そこへ現地民2人が現れ、1人が運転席に乗り込んで撮影車を発進させ、驚いたMを作業スペースに乗り込んだ別の男が襲って、矢を突き立てる。
撮影を始めた場所には食料を持ち帰ったジョンジーとアンバーのペアとエレナを置き去りにしたジェイクが戻って、3人でその肉を食べている。そこへ息も絶え絶えのニーナが走り込んできて、マーラが狂った現地民に殺されたことを伝え、いますぐその場から逃げるように言う。ジョンジーはすべてが演出であるとして信じようとしないが、ジェイクは信じてニーナと逃げ出そうとする。アンバーも逃げようとするが、それまで食べていた肉にキンバリーの入れ墨があることに気付き、ジョンジーも含めた一同は驚愕する。4人が森の中を逃げていると、ニーナが釘を踏み抜いてケガをしてしまう。ジェイクが残って手当てをして、アンバーとジョンジーはそのまま撮影車を探す。4人は撮影車のあった場所で再会し、消えた撮影車を探しに再び森の中に分け入る。
デールは老人のいる小屋へたどり着き、腹部のケガを手当てする。その際に、老人から醜い容貌の現地民のいわれを教わる。しかし、実はその老人こそが現地民の親であり、復讐からデールに襲いかかってくる。デールは家の外に逃げ出したところを鉄砲で狙われるが、一瞬早くデールが老人の背中に押し込んだ火の付いたダイナマイトが爆発して老人は爆死する。
ニーナら4人は女の叫び声を聞きつける。声のする方をみると、エレナらしき女性が現地民の男に犯されている。エレナを助けようとジェイクが飛びかかろうとするが、実はそれは現地民の女であった。4人に気付いた現地民の男女が襲いかかってきて、ニーナは走って逃げる際に落とし穴に落ちる。残った3人はなんとか現地民を退け、逃げ去る。現地民2人は古トラックに回収される。ニーナは助けを求めていると声を聞きつけたジェイクが駆けつける。ニーナを穴から助け上げたジェイクは2人で逃げる途中、古トラックから降りてきた現地民女に発砲されるが、2人とも川に飛び込んで事なきを得る。
アンバーとジョンジーは逃げている途中で罠にかかり、地上高く宙吊りになったところを現地民の男2人に見つかる。2人は現地民が放った1本の矢で同時に頭部を射抜かれて殺される。
ジェイクとニーナは川から這い上がり、廃工場に入り込む。場内で電話を探すが使えるものはない。ロッカーの中には白骨化した死体があり、何者かから逃れようとしていたことが分かる。そこへ車の音がしたので駆け寄ってみると、探していた撮影車がある。他にも多数の車両が止めてあり、これまでの犠牲者は多数に上るであろうとニーナが示唆する。2人はMの叫び声らしき声を聞きつける。ジェイクが撮影車に乗り込むと、モニターには椅子に縛り付けられ叫び声を上げているMの姿が写っている。撮影車の外にいたニーナは現地民の男に銃を突きつけられ連れ去られる。ジェイクはMが現地民女に首を掻き取られる場面をモニター越しに目撃し、ニーナに危険を知らせようとするが、撮影者に乗り込んできた現地民男が背後にいる。男に車外に放り出されたところを現地民女に縛られて運び去られる。ニーナが我に返ると、自身はかごに入れられ部屋の中に監禁されている。目の前ではジェイクが吊るされて、現地民4人が集まってMをさばいている。武装したデールがジェイクらを救おうと忍び寄るが、放射能測定器が作動し、現地民が気付いてしまう。デールは自分の腕を切って血を垂らし、現地民を撮影車までお呼び寄せたところで、ダイナマイトを付けた矢を射って、現地民の男女2人を爆死させる。
夜が明け、部屋に囚われているジェイクとニーナの所へデールが助けに来る。彼はまずレイザーワイヤーで椅子に縛り付けられたニーナを助け出し、外に逃げ出すように伝える。続いてジェイクの手足を解いたところで、背後から現地民の矢を受け負傷する。続いて腹部にも矢を受け、さらに駆けつけた現地民の男から首に鉄条網でつないだ武器を投げつけられ、それが首に巻き付いた状態でもがきながら床に倒れて失血死する。ジェイクは外に逃げようとするところを現地民に押さえられ、大型ミンサーに放り込まれようとするところ、叫び声を聞きつけて戻ってきたニーナの加勢もあって、なんとか現地民の男2人を返り討ちにしてどちらもミンチにしてしまう。助かったジェイクとニーナはキンバリーの乗っていた車を見つけ廃工場から走り去る。
廃工場から流れ出た毒性のある廃液は川に流れ込み、近くの井戸からは廃液を含んだ液体が湧き出す。その液体を哺乳瓶に入れて奇形の赤子に与える現地民の姿を映してエンドロールに入る。

## キャスト
役名、俳優、日本語吹替の順に表記。
- ニーナ・パパス - エリカ・リーセン（山口由里子）
- デール・マーフィ - ヘンリー・ロリンズ（大塚芳忠）
- ジェイク・ワシントン - テキサス・バトル（佐藤淳）
- アンバー - ダニエラ・アロンソ（恒松あゆみ）
- ジョンジー・ルイス - スティーヴ・ブラウン（落合弘治）
- マーラ・ストーン - アレクサ・パラディノ（米倉紀之子）
- M / マイケル - マシュー・カリー・ホームズ（蓮池龍三）
- エレナ・ミラー - クリスタル・ロウ（渡辺明乃）
- キンバリー - キンバリー・コールドウェル（高乃麗）
- ニール - セドリック・デ・ソウサ（石上裕一）
- ウォージョー - ジョン・スチュワート（高瀬右光）
- その他の日本語吹替 - 深水由美、勝田晶子